# Zokov Gaj
Zokov Gaj – wieś w Chorwacji, w żupanii virowiticko-podrawskiej, w gminie Zdenci. W 2011 roku liczyła 133 mieszkańców.